# Saint-Christophe-en-Champagne
Saint-Christophe-en-Champagne település Franciaországban, Sarthe megyében. Lakosainak száma 214 fő (2022. január 1.). Saint-Christophe-en-Champagne Loué, Saint-Pierre-des-Bois, Vallon-sur-Gée, Chantenay-Villedieu, Mareil-en-Champagne és Saint-Ouen-en-Champagne községekkel határos.

## Népesség
A település népessége az elmúlt években az alábbi módon változott:
| Lakosok száma | 199  | 201  | 211  | 209  | 208  | 207  | 206  | 210  | 214  |
|               | 2013 | 2015 | 2016 | 2017 | 2018 | 2019 | 2020 | 2021 | 2022 |